# Ichtegem
Ichtegem este o comună neerlandofonă situată în provincia Flandra de Vest, regiunea Flandra din Belgia. La 1 ianuarie 2008 avea o populație totală de 13.574 locuitori. 

## Geografie
Comuna actuală Ichtegem a fost formată în urma unei reorganizări teritoriale în anul 1977, prin înglobarea într-o singură entitate a ??? comune învecinate. Suprafața totală a comunei este de 45,33 km². Comuna este subdivizată în secțiuni, ce corespund aproximativ cu fostele comune de dinainte de 1977. Acestea sunt:
| - I. Ichtegem - II. Eernegem - III. Bekegem |

Localitățile limitrofe sunt:
| - Comuna Koekelare: - a. Koekelare - Comuna Gistel: - b. Moere - Comuna Oudenburg: - c. Westkerke - d. Roksem - Comuna Jabbeke: - e. Zerkegem | - Comuna Zedelgem: - f. Aartrijke - Comuna Torhout: - g. Wijnendale - h. Torhout - Comuna Kortemark: - i. Kortemark - j. Handzame |